# António Sérgio
António Sérgio de Sousa Júnior, noto come António Sérgio (Daman, 3 settembre 1883 – Lisbona, 24 gennaio 1969), è stato un filosofo e politico portoghese.

## Biografia
Nato a Daman, nell'India portoghese, passò una parte dell'infanzia in Africa ed ebbe a Lisbona una formazione di tipo militare.
Negli Anni 1910, fece parte del movimento culturale Renascença Portuguesa ed entrò in polemica con una delle figure principali di tale gruppo, Teixeira de Pascoaes. Come riconosciuto dallo stesso Sérgio, questi fu nel corso della sua vita un polemista acceso, in varie occasioni.
Negli Anni 1920, fu tra gli intellettuali di riferimento del gruppo e della rivista Seara Nova, assieme a Raul Proença e Jaime Cortesão.
Tra il 1923 e il 1924, durante la Prima Repubblica Portoghese, fu Ministro dell'Istruzione Pubblica (attuale Ministro dell'Educazione) nel governo di Álvaro de Castro.
Cooperativista, cosmopolita e socialista democratico, passò in esilio una parte degli anni della dittatura militare e del regime salazarista dell'Estado Novo.
Fu uno degli intellettuali portoghesi più attivi, prolifici e importanti del suo tempo. Tra le sue opere, notevole impatto bibliografico ha avuto la Grande Enciclopédia Portuguesa e Brasileira (in italiano, Grande Enciclopedia Portoghese e Brasiliana), pubblicata a partire dal 1935.

## Pensiero
La vasta opera saggistica di António Sérgio tratta soprattutto di Gnoseologia, Filosofia Politica, Pedagogia e Filosofia della Storia.
Idealista, razionalista e votato alla critica e alla polemica, António Sérgio fu influenzato, nel suo metodo d'indagine filosofica, dalle discipline matematiche e fisiche e in generale dagli sviluppi della fisica contemporanea. Tra i filosofi con cui dialoga il pensiero di Sérgio, o che lo influenzarono o godettero della sua stima, vi sono Platone, Cartesio, Malebranche, Kant, Marx, Engels e Antero de Quental.
Avverso all'approccio realista che vede nell'essere umano un mero spettatore di una natura intesa come entità chiusa in se stessa e separata dalla mente umana, Sérgio pensa che l'universo sia il prodotto delle operazioni intellettuali umane, le quali operano sui dati sensibili un'azione creativa, attraverso processi logici di tipo matematico, i quali, obbedendo a un principio di relazione, formano gli oggetti in quanto idee che sono relazionate le une alle altre, in una catena ascensionale e progressivamente sempre più densa e oggettiva, costituendo infine l'universale, il tutto, l'unica e vera realtà: «Tale uno unificante è il vero essere. L'Essere-Atto, di conseguenza, è l'Io spirituale, originario, puro, del quale le coscienze individuali di ognuno di noi sono degradazioni - o lontane prefigurazioni.».
Il pensiero scientifico è quindi, secondo Sérgio, un pensiero di tipo creativo e non solo sintetico. La physis non è dunque intesa come una cosa, bensì come una attività, l'oggetto scientifico non essendo esterno e indipendente dal soggetto. Allo stesso modo, non esistono, secondo Sérgio, fatti anteriori alle idee. Anziché parlare di soggetto e oggetto, si dovrebbe quindi intendere, secondo Sérgio, che esiste un'armonia progressiva di idee, un processo creativo dalle illimitate possibilità, che continuamente e ascensionalmente trasforma le idee-oggetti, tra le quali l'anima stessa.
Su queste convinzioni si basa quel che Sérgio definì «umanesimo critico», che consiste nell'«affermare che, nella scienza, l'intelletto è essenzialmente attivo». Tale umanesimo critico è la concezione alla base del pensiero etico e politico di Sérgio, secondo cui l'ascesi razionale delle idee - che regge i comportamenti umani e sociali - permette agli individui di raggiungere una coscienza unificante, razionale, luminosa e redentrice, la quale è «organo di un'umanità spirituale e fraterna, non più divisa in antagonismi di classe». Tale umanità universale, tuttavia, mai dovrebbe alienare l'individuo, né prescindere dalla sua specificità o negarne la libertà.
Riassumendo tale concezione, che è alla radice del suo pensiero democratico, della sua avversione ai totalitarismi e della sua pedagogia che promuove la creatività nei giovani, Sérgio definì la cultura come l'atto di «raggiungere il bene attraverso la pura spiritualità dell'essere pensante».

## Opere principali
- Ensaios (1972-1976)
- Textos Políticos (1990)
- Notas sobre Antero, Cartas de Problemática e outros textos filosóficos (2001)
- Ensaios sobre Educação (2008)